# Versac (personnage)
Pour les articles homonymes, voir Versac.
Versac est un personnage du roman de Crébillon fils Les Égarements du cœur et de l'esprit. Il est le type du petit-maître libertin, modèle et maître du jeune Meilcour, narrateur du roman. Versac préfigure le Valmont des Liaisons dangereuses de Laclos (roman dans lequel se trouve aussi un dénommé Vressac).